# Дламини, Минни
Минни Дламини (англ. Minenhle Dlamini; род. 7 июля 1990), также известна под мононимом Минни — южноафриканская телеведущая, актриса и фотомодель. В 2010 году стала вести музыкальное телешоу LIVE на канале SABC 1.

## Ранняя жизнь и образование
Родилась в семье Джабулая и Куин Дламини в Дурбане, в провинции ЮАР Квазулу-Натал. Получила образование в Northlands Girls' High School перед тем как поступить в Кейптаунский университет, где она изучала экономику, кино и журналистику.

## Карьера

### Телеведущая
Во время учёбы в Кейптаунском университете, Дламини 16 июня 2010 года стала телеведущей шоу LIVE, после того как она появилась в телепередачах «Youth Day» и «World Cup celebrations». Позже она участвовала в реалити-шоу Mzansi Insider на SABC 1. В 2012 году она покинула шоу, чтобы сосредоточиться на актёрской карьере. В 2013 году вела спортивные телетрансляции Soccerzone вместе с Томасом Мламбо, перед тем как SABC 1 в 2016 году изменил формат вещания. Была ведущий таких местных и международных церемоний награждений как, 14th Metro FM Music Awards, 2016 Africa Magic Viewers Choice Awards, the PSL Awards и South African Film and Television Awards.

### Актёрская карьера
В 2010 году состоялся дебют Минни в качестве актрисы в мыльной опере SABC 1 Происхождения, где она исполнила роль Миранды. Также появилась в роли Зинтл Лебон в мыльной опере Дикарь и Носипхо Богатсу в Роквилле.

### Карьера модели
В сентябре 2011 года Дламини стала лицом Южной Африки, попозировав со своей коллекцией одежды.

## Избранная фильмография
| Фильмы | Фильмы        | Фильмы          | Фильмы                     |
| Год    | Фильм         | Роль            | Примечания                 |
| ------ | ------------- | --------------- | -------------------------- |
| 2010   | Происхождения | Миранда         | Появление в качестве гостя |
| 2011   | Дикарь        | Зинтл Лебон     | Главная роль               |
| 2013   | Роквилл       | Носипхо Богатсу | Второстепенная роль        |

## Филантропия
В 2014 году, Дламини основала фонд Minnie Dlamini Foundation, с целью помочь девочкам из Южной Африки получить хорошее образование. 15 июля 2015 года в Twitter она анонсировала, что её фонд будет спонсировать 29 студентов.